# Zumpahuacán (município)
Zumpahuacán é um município do estado do México, no México. A sua cabecera municipal e sede do governo é Zumpahuacán.